# Ordre des Arts et des Lettres
Den franske ridderorden Ordre des Arts et des Lettres blev oprettet af den franske stat i 1957 og hædrer specifikt fortjenester inden for kunst, kultur og litteratur. To år senere, i 1959, oprettede Frankrig, som et af de første lande i verden, et kulturministerium, hvilket også vidner om den betydning, kunsten og kulturen i de år blev tillagt som fundament for et velfungerende samfund.
Ordenen tildeles "personer, som har udmærket sig ved deres skaben inden for kunst og litteratur eller ved den indsats, de har gjort for at lade kunsten og litteraturen stråle i Frankrig og i verden".
Blandt de første, der modtog hæderen i 1957, var kulturpersonligheder som komponisten Georges Auric, malerne Georges Braque og Marc Chagall, komponisten Jacques Ibert, arkitekten Le Corbusier samt forfatterne André Maurois og Marcel Pagnol, der alle blev udnævnt til kommandører. Som officerer udnævntes blandt andre skuespillerne Jean-Louis Barrault og Madeleine Renaud.

## Grader
Ordenen er inddelt i tre grader:
- Chevalier (ridder)
- Officier (officer / ridder af 1. grad)
- Commandeur (kommandør)

| ridder | officer | kommandør |
| ------ | ------- | --------- |
|        |         |           |
|        |         |           |

## Danske modtagere
Af danske modtagere af hæderen kan nævnes:
- Robert Jacobsen, 1987[3]
- Else Marie Bukdahl, 1998[4]
- Per Aage Brandt, 2002[5]
- Lars Bonnevie, 2003[6]
- Bjørn Bredal, 2008[7]
- Christian Gether, 2008[8]
- Klavs Nordstrand, 2008[9]
- Lars Schwander, 2008[10]
- Francois Marchetti, 2009[11]
- Benjamin Koppel, 2011[12]
- Sidse Babett Knudsen, 2014[13]
- Tore Leifer, 2015[14]
- Marianne Slot, 2015[15]
- Mads Mikkelsen, 2016[16]
- Thomas Vinterberg, 2016[16]
- Lise Bach Hansen(en), 2018[17]
- Cecilie Manz, 2019[18]
- Jørgen Leth, 2022[19]